# IDL (programski jezik)
IDL (Interactive Data Language) je programski jezik koji se široko koristi u znanstvenim i tehničkim disciplinama za analizu i vizualizaciju podataka. Razvijen je od strane tvrtke Research Systems Inc. (sadašnji naziv je Exelis Visual Information Solutions) i prvi put je objavljen 1977. godine. IDL je izuzetno moćan programski jezik koji pruža bogat skup funkcionalnosti za obradu podataka, statistiku, numeričko računanje, vizualizaciju i još mnogo toga. Sposobnost IDL-a za rad s velikim količinama podataka i lakšu analizu čini ga popularnim izborom u područjima kao što su astronomija, geofizika, meteorologija, biologija, medicina i druga slična područja. Jedna od ključnih karakteristika IDL-a je mogućnost interaktivnog rada. Korisnik može izravno unositi naredbe u komandnu liniju i odmah dobiti rezultate. Ovo omogućuje brzu i jednostavnu eksploraciju podataka i testiranje različitih algoritama bez potrebe za kompilacijom.

## Razvoj
David Stern je razvio IDL 1977. godine kako bi omogućio znanstvenicima lakšu upotrebu i manipulaciju podacima. Ovaj jezik je vrlo moćan i fleksibilan, s bogatim skupom funkcija za obradu, analizu i vizualizaciju podataka. Također podržava interaktivno programiranje, što omogućava korisnicima da direktno komuniciraju s programom i eksperimentiraju s različitim funkcionalnostima. Prva verzija IDL-a bila je poznata kao IDL 1.x, a naglašavao je interaktivnost i jednostavnost korištenja. Tijekom godina IDL je stalno napredovao, dodavajući nove značajke i poboljšanja.
Slijedeće značajne verzije IDL-a uključuju IDL 2.0, koja je objavljena 1986. godine, uvođenjem više jezičnih sposobnosti te poboljšanjem performansi i stabilnosti. IDL 3.x donio je važna ažuriranja u integraciji operacijskog sustava, poboljšanju grafike i dodavanju više funkcija.
IDL 4.x, objavljen 1997. godine, donio je podršku za 64-bitne arhitekture te je znatno povećao brzinu izvođenja programa. Sljedeće verzije IDL-a donijele su poboljšanja u mogućnostima vizualizacije podataka, uključujući IDL 5.0, 6.0 i 7.0.
Trenutno je najnovija verzija IDL-a IDL 8.0, koja je objavljena 2017. godine. Ova verzija donosi brojne nove značajke, kao što su unaprijeđena podrška za rad s velikim skupovima podataka i poboljšane mogućnosti obrade i analize.

## Programski primjeri
Prvo jedan jednostavan programski primjer:
```
//
 
Definicija
 
sučelja
interface
 
IPrimjer
 
{

  
void
 
ispisiPoruku();
};

//
 
Implementacija
 
sučelja
class
 
Primjer
 
implements
 
IPrimjer
 
{

  
void
 
ispisiPoruku()
 
{

    
print
(
"Pozdrav iz IDL-a!"
);

  
};
};

//
 
Glavna
 
metoda
int
 
main()
 
{

  
//
 
Kreiranje
 
objekta
 
klase
 
Primjer

  
IPrimjer
 
objekt
 
=
 
new
 
Primjer();

  
//
 
Pozivanje
 
metode
 
sučelja

  
objekt.ispisiPoruku();

  
return
 
0
;
};

```

Onda jedan dugački programski primjer:
```
module
 
Primjer
 
{

    
//
 
Deklaracija
 
strukture

    
struct
 
Student
 
{

        
string
 
ime;

        
string
 
prezime;

        
int
 
broj_indeksa;

        
sequence
<
string
>
 
predmeti;

    
};

//
 
Deklaracija
 
sučelja
interface
 
IStudentskaSlužba
 
{

    
//
 
Metoda
 
za
 
dodavanje
 
novog
 
studenta

    
void
 
dodajStudenta(in
 
Student
 
student);

    
//
 
Metoda
 
za
 
dohvat
 
svih
 
studenata

    
sequence
<
Student
>
 
dohvatiSveStudente();

    
//
 
Metoda
 
za
 
pronalazak
 
studenta
 
po
 
broju
 
indeksa

    
Student
 
pronadiStudenta(in
 
int
 
broj_indeksa);

    
//
 
Metoda
 
za
 
brisanje
 
studenta

    
void
 
obrisiStudenta(in
 
int
 
broj_indeksa);
};

//
 
Implementacija
 
sučelja
class
 
StudentskaSlužbaImpl
 
:
 
IStudentskaSlužba
 
{

    
private
 
sequence
<
Student
>
 
listaStudenata;

    
//
 
Implementacija
 
metode
 
za
 
dodavanje
 
novog
 
studenta

    
void
 
dodajStudenta(in
 
Student
 
student)
 
{

        
listaStudenata.append(student);

    
}

    
//
 
Implementacija
 
metode
 
za
 
dohvat
 
svih
 
studenata

    
sequence
<
Student
>
 
dohvatiSveStudente()
 
{

        
return
 
listaStudenata;

    
}

    
//
 
Implementacija
 
metode
 
za
 
pronalazak
 
studenta
 
po
 
broju
 
indeksa

    
Student
 
pronadiStudenta(in
 
int
 
broj_indeksa)
 
{

        
for
 
(int
 
i
 
=
 
0
;
 
i
 
<
 
listaStudenata.length();
 
i
++
)
 
{

            
if
 
(listaStudenata[i].broj_indeksa
 
==
 
broj_indeksa)
 
{

                
return
 
listaStudenata[i];

            
}

        
}

        
return
 
null;

    
}

    
//
 
Implementacija
 
metode
 
za
 
brisanje
 
studenta

    
void
 
obrisiStudenta(in
 
int
 
broj_indeksa)
 
{

        
for
 
(int
 
i
 
=
 
0
;
 
i
 
<
 
listaStudenata.length();
 
i
++
)
 
{

            
if
 
(listaStudenata[i].broj_indeksa
 
==
 
broj_indeksa)
 
{

                
listaStudenata.remove(i);

            
}

        
}

    
}
};
};

```

Onda još jedan dugački programski primjer o kalkulatoru:
```
//
 
Primjer
 
IDL
 
koda

//
 
Definiraj
 
modul
 
naziva
 
"Math"
 
kako
 
bi
 
se
 
omogućila
 
enkapsulacija
 
matematičkih
 
funkcija
module
 
Math
 
{

    
//
 
Definiraj
 
sučelje
 
naziva
 
"Calculator"
 
za
 
osnovne
 
aritmetičke
 
operacije

    
interface
 
Calculator
 
{

        
double
 
add(in
 
double
 
a,
 
in
 
double
 
b);

        
double
 
subtract(in
 
double
 
a,
 
in
 
double
 
b);

        
double
 
multiply(in
 
double
 
a,
 
in
 
double
 
b);

        
double
 
divide(in
 
double
 
a,
 
in
 
double
 
b);

    
};

//
 
Definiraj
 
strukturu
 
naziva
 
"Vector"
 
za
 
reprezentaciju
 
matematičkog
 
vektora
struct
 
Vector
 
{

    
double
 
x;

    
double
 
y;

    
double
 
z;
};

//
 
Definiraj
 
iznimku
 
naziva
 
"DivisionByZeroException"
 
za
 
pogreške
 
dijeljenja
 
s
 
nulom
exception
 
DivisionByZeroException
 
{

    
string
 
message
;
};
};

//
 
Definiraj
 
modul
 
naziva
 
"Geometry"
 
kako
 
bi
 
se
 
omogućila
 
enkapsulacija
 
geometrijskih
 
funkcija
module
 
Geometry
 
{

    
import
 
Math
::
Calculator;
  
//
 
Uvezi
 
sučelje
 
Calculator
 
iz
 
modula
 
Math

//
 
Definiraj
 
sučelje
 
naziva
 
"Shape"
 
za
 
geometrijske
 
oblike
interface
 
Shape
 
{

    
double
 
calculateArea();

    
double
 
calculatePerimeter();
};

//
 
Definiraj
 
klasu
 
naziva
 
"Circle"
 
koja
 
implementira
 
sučelje
 
Shape
class
 
Circle
 
:
 
Shape
 
{

    
double
 
radius;

    
//
 
Konstruktor

    
Circle(in
 
double
 
r)
 
{

        
radius
 
=
 
r;

    
}

    
//
 
Implementiraj
 
metode
 
sučelja
 
Shape

    
double
 
calculateArea()
 
{

        
return
 
Math
::
Calculator.multiply(Math
::
Calculator.multiply(radius,
 
radius),
 
3.14159
);

    
}

    
double
 
calculatePerimeter()
 
{

        
return
 
Math
::
Calculator.multiply(radius,
 
Math
::
Calculator.multiply(
2
,
 
3.14159
));

    
}
};

//
 
Definiraj
 
klasu
 
naziva
 
"Rectangle"
 
koja
 
implementira
 
sučelje
 
Shape
class
 
Rectangle
 
:
 
Shape
 
{

    
double
 
width;

    
double
 
height;

    
//
 
Konstruktor

    
Rectangle(in
 
double
 
w,
 
in
 
double
 
h)
 
{

        
width
 
=
 
w;

        
height
 
=
 
h;

    
}

    
//
 
Implementiraj
 
metode
 
sučelja
 
Shape

    
double
 
calculateArea()
 
{

        
return
 
Math
::
Calculator.multiply(width,
 
height);

    
}

    
double
 
calculatePerimeter()
 
{

        
return
 
Math
::
Calculator.multiply(Math
::
Calculator.add(width,
 
height),
 
2
);

    
}
};
};

//
 
Definiraj
 
glavni
 
modul
 
za
 
demonstraciju
 
korištenja
 
modula
 
Math
 
i
 
Geometry
module
 
Main
 
{

    
import
 
Geometry
::
Circle;
  
//
 
Uvezi
 
klasu
 
Circle
 
iz
 
modula
 
Geometry

    
import
 
Geometry
::
Rectangle;
  
//
 
Uvezi
 
klasu
 
Rectangle
 
iz
 
modula
 
Geometry

    
import
 
Math
::
DivisionByZeroException;
  
//
 
Uvezi
 
iznimku
 
DivisionByZeroException
 
iz
 
modula
 
Math

//
 
Primjer
 
korištenja
void
 
main()
 
{

    
Circle
 
circle
 
=
 
new
 
Circle(
5.0
);

    
Rectangle
 
rectangle
 
=
 
new
 
Rectangle(
4.0
,
 
6.0
);

    
double
 
circleArea
 
=
 
circle.calculateArea();

    
double
 
circlePerimeter
 
=
 
circle.calculatePerimeter();

    
double
 
rectangleArea
 
=
 
rectangle.calculateArea();

    
double
 
rectanglePerimeter
 
=
 
rectangle.calculatePerimeter();

    
//
 
Ispiši
 
rezultate

    
printf(
"Krug\n"
);

    
printf(
"Površina: %f\n"
,
 
circleArea);

    
printf(
"Opseg: %f\n"
,
 
circlePerimeter);

    
printf(
"\n"
);

    
printf(
"Pravokutnik\n"
);

    
printf(
"Površina: %f\n"
,
 
rectangleArea);

    
printf(
"Opseg: %f\n"
,
 
rectanglePerimeter);
};
};

```

## Vanjske poveznice
- IDL početna stranica  Arhivirana inačica izvorne stranice od 24. listopada 2017. (Wayback Machine)
- Coyoteov vodič za IDL programiranje  Arhivirana inačica izvorne stranice od 24. kolovoza 2023. (Wayback Machine)
- IDL Astronomy User's Library u NASA-i Goddard  Arhivirana inačica izvorne stranice od 30. kolovoza 2005. (Wayback Machine)
- Fawlty Language početna stranica